# Evangelho Secreto de Marcos

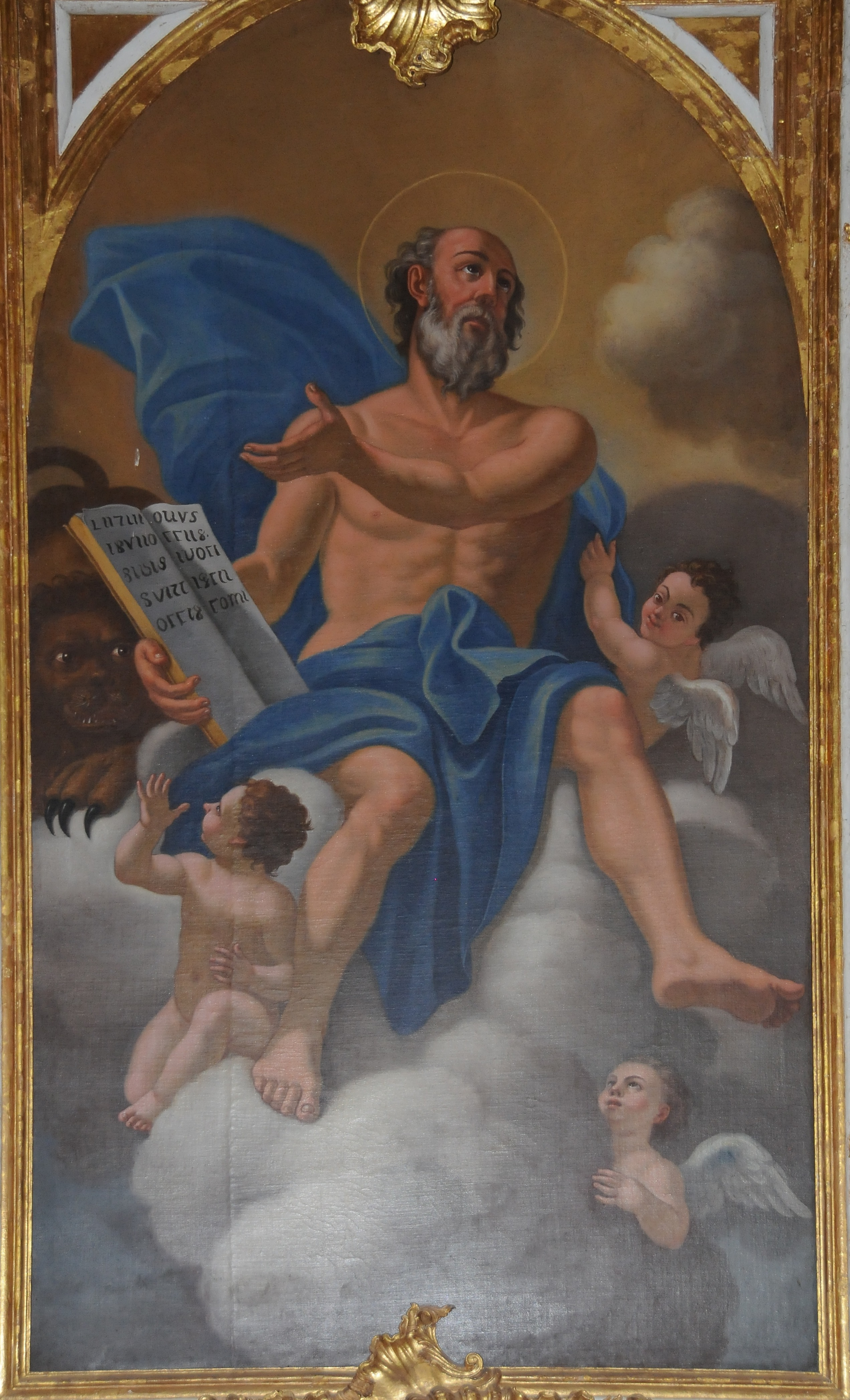
São Marcos.
Afresco no Mosteiro de Tibães, em Portugal.

O Evangelho Secreto de Marcos é um suposto apócrifo do Novo Testamento, conhecido exclusivamente através da carta de Mar Saba, que descreve uma versão expandida do canônico Evangelho de Marcos com alguns episódios esclarecidos e escrito para uma elite já educada.
Em 1973, Morton Smith (29 de maio de 1915 - 11 de julho de 1991), professor de História Antiga na Universidade de Colúmbia, alegou ter encontrado uma carta anteriormente desconhecida de Clemente de Alexandria no Mosteiro de Mar Saba, na Cisjordânia, transcrita nas páginas finas de uma edição impressa do século XVII das obras de Inácio de Antioquia. O manuscrito original foi posteriormente transferido para outro mosteiro e acredita-se que tenha se perdido. Toda a pesquisa posterior se baseia em fotos e cópias, inclusive as feitas pelo próprio Smith.
O anúncio da descoberta da carta causou sensação na época, mas logo vieram as acusações de falsificação e erro de interpretação. Estudos posteriores, inclusive uma análise grafológica das fotografias de alta qualidade do documento, publicados pela primeira vez em 2000, revelaram mais evidências de uma possível falsificação, levando acadêmicos como Craig A. Evans e Emanuel Tov a concluíram tratar-se de uma fraude, com Smith como principal suspeito. Porém, ao mesmo tempo que um crescente número de acadêmicos se convenceram da fraude, muitos outros continuaram a defender a carta de Mar Saba como genuína. O debate continua sobre a sua autenticidade e a do evangelho "secreto" que ela descreve.

## Descoberta

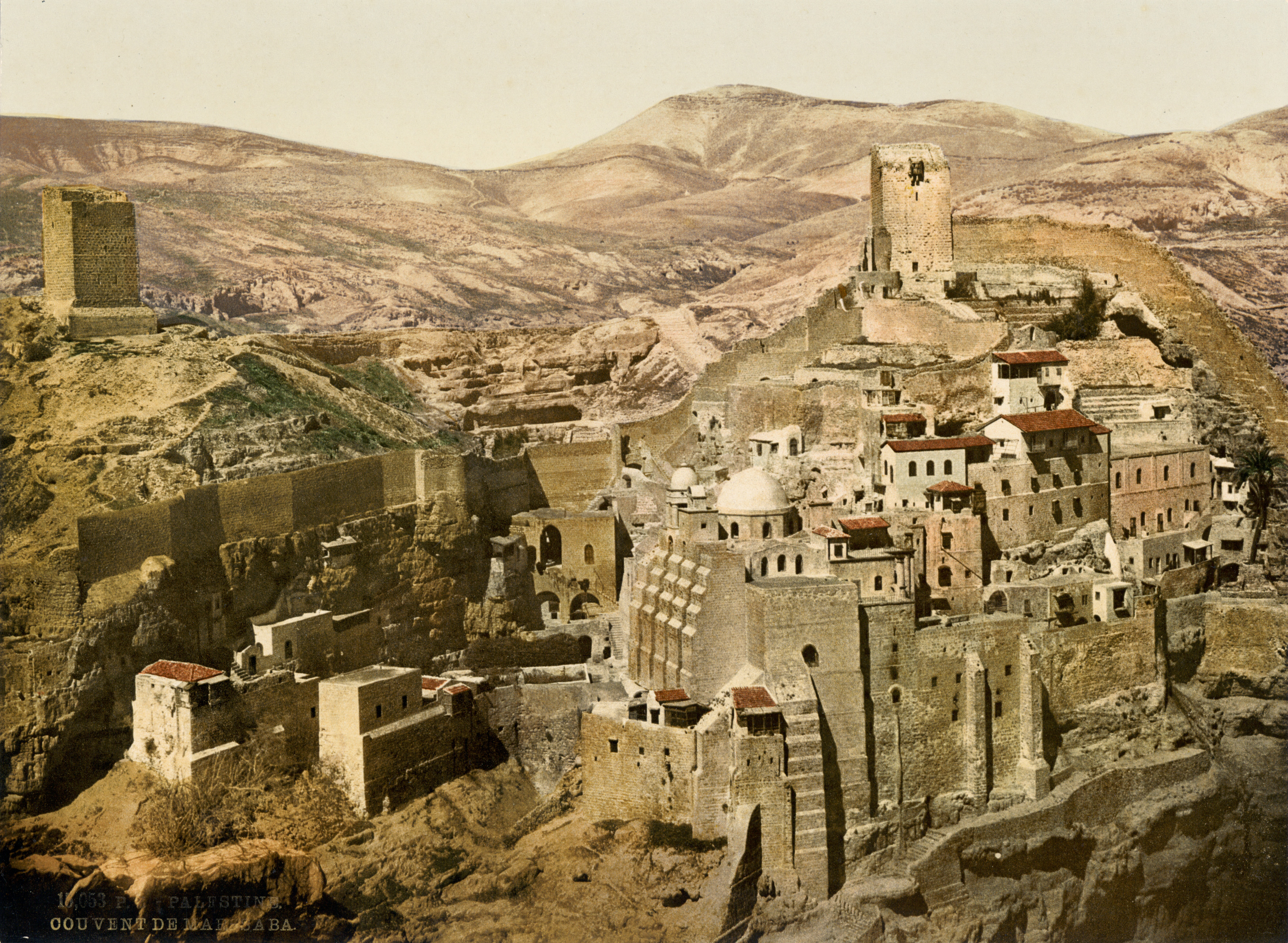
Mosteiro de Mar Saba.

### Morton Smith
Em 1973, Morton Smith publicou um livro sobre uma carta anteriormente desconhecida de Clemente de Alexandria. Ele afirmou que, enquanto catalogava documentos no antigo mosteiro grego ortodoxo de Mar Saba, no verão de 1958, ele descobriu o texto escrito à mão nas páginas finais da edição impressa de 1646 de Isaac Vossius das obras de Inácio de Antioquia. Ele tratava de uma carta de Clemente a um tal Teodoro, a quem ele avisava sobre um Evangelho de Marcos que teria sido falsificado pela seita gnóstica dos carpocracianos. Clemente, segundo o texto, concedia que o evangelho era uma versão "mais espiritual" de Marcos e o cita. Esta carta passou então a ser conhecida como "Carta de Mar saba". No livro, Smith publicou uma coleção de fotos em preto-e-branco que ele mesmo fez sobre o texto. Ele publicou também um segundo livro, para um público mais amplo em 1974.

### História subsequente
Por muitos anos acreditou-se que apenas Smith teria visto o manuscrito. Porém, vinte e cinco anos depois, Guy G. Stroumsa relatou que, em 1976, ele, juntamente com os falecidos professores da Universidade Hebraica de Jerusalém David Flusser e Shlomo Pines, o arquimandrita Meliton e um monge de Mar Saba mudaram o manuscrito do lugar onde Smith o havia deixado. Stroumsa publicou seu relato ao saber que ele era o último acadêmico ocidental a ter visto a carta. Ele, Meliton e os outros acadêmicos determinaram, na época da mudança, que o manuscrito estaria mais seguro em Jerusalém do que em Mar Saba. Eles então o levaram com ele e Meliton o depositou na biblioteca do patriarcado. O grupo procurou formas de testar a tinta utilizada, mas a única entidade na área capaz de realizar o teste era a polícia de Jerusalém e Meliton não queria deixar o manuscrito sob a guarda deles. Por isso, nada foi feito.
Pesquisas posteriores descobriram mais informações sobre o manuscrito. Em 1977, o bibliotecário e sacerdote Kallistos Dourvas removeu as duas páginas contendo o texto da carta para fotografá-las e recatalogá-las. A recatalogação jamais ocorreu e Kallistos posteriormente contou a Charles W. Hedrick e Nikolaus Olympiou que as páginas foram então mantidas separadas juntamente com o livro até pelo menos 1990, quando ele se aposentou. Algum tempo depois disso, as páginas foram novamente realocadas e as diversas tentativas de localizá-las desde então fracassaram. Olympiou sugere que pessoas na Biblioteca Patriarcal podem estar escondendo-as por causa do uso sensacionalista que Morton Smith teria feito delas. O padre Kallistos entregou suas fotos coloridas do manuscrito a Hedrick e Olympiou, que as publicaram no livro The Other R em 2000.
Até 2012, o paradeiro do manuscrito permanece desconhecido e as únicas provas de sua existência são os dois conjuntos de fotografias, o de Smith, em preto-e-branco, e o do padre Kallistos, colorido. A tinta e as fibras do manuscrito jamais foram testadas.

## Conteúdo da Carta de Mar Sabba
Na carta de Mar Sabba, o Evangelho Secreto de Marcos é descrito como uma segunda versão, "mais espiritual", do Evangelho de Marcos, composto pelo próprio evangelista. Seu objetivo seria supostamente encorajar a sabedoria (gnosis) entre os cristãos mais avançados e seria utilizado na liturgia de Alexandria.

### Fragmentos
A carta inclui dois trechos do Evangelho Secreto. O primeiro deveria ser inserido, segundo Clemente, entre os versículos 34 e 35 do capítulo 10 de Marcos:
| “ | E eles vieram para Betânia. E uma certa mulher cujo irmão havia morrido estava lá. E, se aproximando, ela se prostrou perante a Jesus e disse-lhe, 'Filho de David, tende piedade de mim'. Mas os discípulos a afastaram. E Jesus, furioso, se afastou com ela até o jardim onde estava o túmulo e, imediatamente, um forte grito se ouviu vindo dali. E, se aproximando, Jesus rolou a pedra que selava a porta do túmulo. Imediatamente, indo até onde estava o jovem, ele estendeu suas mãos e o ergueu, segurando-o pelas mãos. Mas jovem, olhando para ele, se enamorou e começou a insistir para que Jesus ficasse com ele. E, saindo do túmulo, eles foram à casa do jovem, pois ele era rico. Após seis dias, Jesus disse-lhe o que fazer e, à tarde, o jovem foi até ele vestindo um manto de linho sobre o corpo nu. Jesus permaneceu com ele durante aquela noite, pois Jesus ensinou-lhe o mistério do reino de Deus. E, de lá, se levantando, ele retornou para o outro lado do Jordão | ” |

.
O segundo trecho é bem curto e deveria ser inserido, de acordo com Clemente, em Marcos 10:46:
| “ | E a irmã do jovem que Jesus amou, sua mãe e Salomé foram lá e Jesus não os recebeu | ” |

### Comentário de Clemente
Ainda que Clemente tenha endossado estas duas passagens como genuínas, ele rejeitou como uma corrupção carpocraciana as palavras "corpo nu".
Logo após o segundo trecho - quando Clemente passa a explicar as passagens - a carta termina abruptamente. Porém, imediatamente antes, Clemente diz: "Mas as muitas outras coisas sobre as quais você escreveu tanto parecem como são falsificações".

## Análises

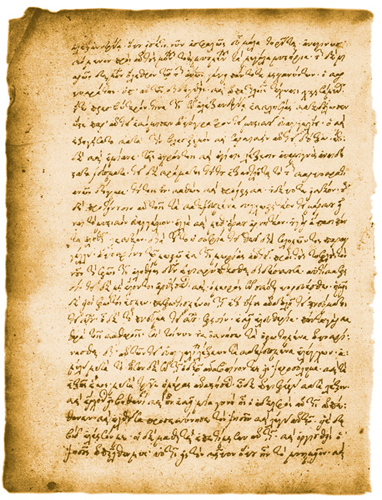
Carta de Clemente a Teodoro

### Análise de Morton Smith
Com base em uma análise linguística, Smith defendia que a carta poderia de fato ser uma genuína descoberta de uma carta inédita de Clemente e que as duas citações remontariam à versão original de Marcos, em aramaico, que também servira de fonte não só para o Marcos canônico, mas também para o Evangelho de João. Ele também acreditava que Jesus teria batizado o jovem ressuscitado num possível ato homossexual. Finalmente, Smith também defendia o ponto de vista de que o Jesus histórico seria um magus possuído pelo Espírito Santo e que o libertinismo de Jesus teria sido posteriormente reprimido por Tiago, seu irmão, e por Paulo de Tarso.

### Acolhida
Logo de início já havia sugestões de que, ainda que o manuscrito de Mar Saba fosse de fato antigo e genuíno, ele poderia conter material falsificado antigo ou medieval e baseado nos textos canônicos. Também havia dúvidas se a carta seria de Clemente de Alexandria ou não, embora diferenças de conteúdo em relação aos demais escritos de Clemente já tivessem sido percebidas. O texto não contém, por exemplo, nenhum dos erros típicos da tradição manuscrita. Charles Murgia (1975) concordou com as alegações de Quesnell de que a carta seria uma falsificação moderna e acrescentou novos argumentos.

### Décadas de 70 e 80
F. F. Bruce (1974) via a história de um jovem de Betânia como se baseando, de forma desajeitada, na história de Lázaro do Evangelho de João. Assim, ele vê o Evangelho Secreto como um derivado e nega que ele possa ter sido a fonte da história de Lázaro ou evangelho paralelo independente. Raymond E. Brown (1974) conclui que o autor do Evangelho Secreto se baseou no Evangelho de João, senão numa cópia escrita, pelo menos de memória. Skehan (1974) apoiava este ponto de vista, afirmando que era "inquestionável" a dependência do texto de João. Robert M. Grant (1974) encontrou no Evangelho Secreto elementos dos quatro evangelhos canônicos e chegou à conclusão de que ele foi escrito após o século I. Helmut Merkel (1974) também concluiu que o Evangelho Secreto é dependente dos quatro canônicos após ter analisado as principais frases em grego.
Frans Neirynck (1979) defendia que o Evangelho Secreto pressupunha a existência dos quatro canônicos. O autor dele parece ter juntado os vários trechos dos evangelhos sinóticos onde a palavra grega neaniskos ("jovem") foi utilizada (Marcos 14:51; Marcos 16:5; Lucas 7:14; Mateus 19:20–22). Ele também aponta outras similaridades.
Ron Cameron (1982) e Helmut Koester (1990) defenderam que o Evangelho Secreto precedia o Marcos canônico e que este era, na realidade, uma abreviação daquele. Isto explicaria a descontinuidade na narrativa indicada mais acima. John Dominic Crossan (1985) apoiou o ponto de vista de Koester: "Eu considero que o Marcos canônico é uma revisão deliberada do Marcos secreto".
Quando o historiador sueco Per Beskow estava preparando a sua edição em inglês de Strange Tales about Jesus (1983) e lançou dúvidas sobre o Evangelho Secreto, Morton Smith respondeu ameaçando processar a editora que lançaria o livro na língua inglesa, a Fortress Press, da Filadélfia, em "um milhão de dólares", o que fez com que a editora fizesse uma emenda no parágrafo contestado.

### Década de 90, após a morte de Smith em 1991
N. T. Wright (1996) escreveu que a maioria dos acadêmicos que aceitavam o texto como genuíno viam o Evangelho Secreto como uma adaptação gnóstica muito posterior do Marcos canônico.
Além disso, Peter Kirby especulou que, se a carta for genuína, Clemente pode ter se enganado em sua visão de que o Marcos secreto seria uma versão mais longa do Marcos canônico escrita especificamente para a elite espiritual. Ao invés disso, propôs o Marcos secreto seria, na verdade, a versão original do Marcos canônico. Se este cenário for verdadeiro, os trechos que Clemente alega serem adições seriam, na verdade, partes do original editadas pelos escribas (possivelmente por causa da percepção de homoerotismo). Uma vez que o único conhecimento que temos sobre esse Marcos secreto deriva da Carta de Mar Saba, é atualmente impossível saber se a visão de Clemente era acurada ou se o Marcos secreto era de fato a versão original do Marcos canônico.

### Falsificação?

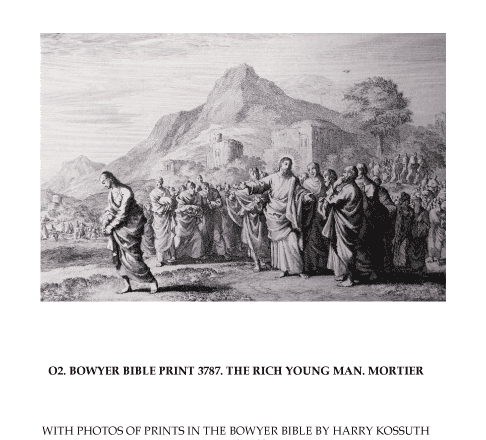
Jesus e o jovem rico.
Gravura na Bíblia de Bowyer.

Acredita-se que o primeiro acadêmico a sugerir, numa publicação, que o Evangelho Secreto seria uma falsificação moderna e possivelmente implicando Smith foi Quentim Quesnell num artigo de sua autoria de 1975
O ponto de vista de que o Evangelho Secreto e o manuscrito de Mar Saba são falsificações modernas foi defendido, após a morte de Smith, por Jacob Neusner, um especialista no judaísmo antigo. Neusner fora estudante e um admirador de Smith, mas, em 1984, eles se desentenderam seriamente após Smith ter questionado publicamente a competência de seu antigo aluno. Neusner posteriormente descreveu o Evangelho Secreto como "a falsificação do século". Porém, Neusner jamais publicou uma análise detalhada do Evangelho Secreto ou uma explicação de por que ele acreditava que ele seria uma falsificação.
O fato de Smith ter sido, por muitos anos, o único acadêmico a ter visto o manuscrito contribuiu muito para as suspeitas de falsificação. Elas se dissiparam com as publicações das fotografias coloridas em 2000 e a revelação de que Guy Stroumsa e diversos outros o viram em 1976. Como resposta à suspeita de que Smith teria impedido outros acadêmicos de examinaram o manuscrito, Scott G. Brown lembra que ele não teria condições de fazê-lo. O manuscrito havia permanecido onde Smith o havia encontrado e onde Stroumsa e os demais o encontraram dezoito anos depois. Ele só foi desaparecer após ter sido levado para Jerusalém e separado do livro.
Stephen C. Carlson escreveu que a recepção entre os acadêmicos do Evangelho Secreto, nas palavras de Larry Hurtado, como:
| “ | Além disso, como uma grande quantidade de outros acadêmicos já concluíram, não se recomenda dar muito crédito ao Evangelho Secreto. A suposta carta de Clemente que o cita pode ser uma falsificação de séculos recentes. Se ela for genuína, o Evangelho Secreto à que ela se refere pode ser, no máximo, uma edição antiga, mas secundária, de Marcos produzida no século II por algum grupo procurando promover seus próprios interesses esotéricos | ” |
|   | — Larry W. Hurtado, Lord Jesus Christ: Devotion to Jesus in Earliest Christianity. |   |

Em 2001, o acadêmico Philip Jenkins chamou atenção para um conto muito popular de James Hunter chamado The Mystery of Mar Saba ("O Mistério de Mar Saba"), que foi publicada pela primeira vez em 1940. Ele apresenta algumas similaridades pouco usuais com os eventos em torno do manuscrito de Mar Saba ocorridos após 1958. Posteriormente, Robert M. Price também chamou atenção para este mesmo conto. Em 2007, o musicologista Peter Jeffery também publicou um livro acusando Morton Smith de fraude argumentando que ele teria escrito o documento de Mar Saba com o objetivo de "criar a impressão de que Jesus teria praticado atos homossexuais". Outros ponderaram se esta acusação não teria sido feita supondo que o próprio Smith seria homossexual, dado que ele já tinha uma bem firmada reputação de ser cínico e muito esperto.
Em 2005, o escritor Stephen Carlson publicou "The Gospel Hoax: Morton Smith's Invention of Secret Mark" ("A Fraude do Evangelho: A invenção do Evangelho Secreto de Marcos por Morton Smith"), no qual ele detalha sua acusação de o próprio Morton seria o autor e o escritor por trás do manuscrito de Mar Saba. Quando Carlson examinou as fotografias de Smith, ele alegou ter percebido "um tremor de falsificador"; Assim, de acordo com Carlson, as cartas não teriam sido sequer escritas, mas desenhadas por uma mão trêmula que levantava a caneta entre as letras. Carlson também alega que suas comparações com a forma típica como Morton escrevia as letras gregas (em suas correspondências e notas pessoais) revelam uma forma pouco usual das letras theta e lambda no texto de Mar Saba e que conferem com a forma peculiar empregada por Morton quando as escrevia. Porém, estas alegações de Carlson foram, por sua vez, refutadas por trabalhos acadêmicos posteriores, especialmente por Scott G. Brown em diversos artigos.
Em 2010, duas novas análises grafológicas do manuscrito de Mar Saba foram realizadas por dois grafologistas gregos a pedido da publicação Biblical Archaeology Review. O primeiro, Venetia Anastasopoulou, um especialista forense em grafologia com experiência em muitos casos nas cortes gregas, comparou as fotos de Mar Saba com exemplos conhecidos da letra de mão de Morton em grego e concluiu que o texto muito provavelmente não era de autoria dele. Porém, o segundo grafologista, Agamemnon Tselikas, um paleógrafo, diretor da Fundação Cultural do Banco Nacional da Grécia e também do Instituto Mediterrâneo de Pesquisa em Paleografia, Bibliografia e História Textual, concluiu que o manuscrito era uma falsificação do século XX de um texto do século XVIII e que, provavelmente, o falsificador teria sido Smith ou alguém empregado por ele.
Além disso, analisando as fotos e comparando-as com imagens do livro de Voss de 2000, Scott G. Brown sugere que a composição química evidente da tinta torna improvável que o manuscrito seja uma falsificação do século XX. Ele argumenta que levaria pelo menos 25 anos, possivelmente mais, para que a tinta se deteriorasse até o estado aparente pelas fotos de Smith.
Finalmente, ainda que a tese de falsificação seja verdadeira, permanece a dúvida se Smith foi o falsificador ou empregou alguém para a tarefa.

## Lacunaee continuidade

Ressurreição de Lázaro.
1609. Por Caravaggio, atualmente no Museo Regionale, em Messina, na Itália.

Em Marcos 14:51–52, "um moço, coberto unicamente com um lençol" foi preso durante a prisão de Jesus, mas ele conseguiu escapar deixando para trás o lençol, nu. Esta passagem parece completamente desconectada do resto da narrativa e já foram apresentadas diversas interpretações para tentar explicá-la. Em geral, se sugere que o jovem seria o próprio Marcos. Outros acreditam que o garoto seria um estranho que vivia perto do jardim e que, após ter sido acordado, correu, semi-nu, para ver o que estaria acontecendo. W. L. Lane acredita que Marcos teria mencionado este episódio para deixar claro que "todos (não apenas os discípulos) fugiram, deixando Jesus sozinho sob a custódia dos soldados".
A mesma palavra grega para "jovem" (neaniskos) é utilizada tanto no Evangelho Secreto como nesta passagem. Se aceitarmos a teoria de Helmut Koester de que o Marcos canônico seria uma revisão do Evangelho Secreto, outra explicação é possível: o editor, na antiguidade, teria apagado um encontro anterior de Jesus com este mesmo jovem "com um lençol" e incluído este incidente, também envolvendo o jovem, durante a prisão de Jesus.
Há uma outra ocorrência da palavra neaniskos em Marcos, na figura do jovem vestido de branco no túmulo de Jesus (Marcos 16:5). Nesta passagem em particular, há também trechos similares em Mateus e em Lucas, mas nenhum dos outros sinóticos faz uso da palavra: em Mateus 28:2 aparece um "anjo do Senhor" vestido de branco e em Lucas 24:4, "dois homens" (em grego: andres). Assim, é possível que todas as três ocorrências da palavra em Marcos e no Evangelho Secreto estejam relacionadas. Já os defensores da tese da falsificação, por outro lado, defendem que o Evangelho Secreto foi criado com base nas duas passagens do Marcos canônico.

## Evangelho Secreto de Marcos e o Evangelho de João
A história da ressurreição do jovem por Jesus no Evangelho Secreto tem muitas similaridades com a história da a ressurreição de Lázaro no Evangelho de João (João 11:1–44), algo já notado pelo próprio Morton Smith.
Ele tentou demonstrar que a história da ressurreição no Evangelho Secreto não contém nenhuma das características secundárias encontradas na história de João e que esta seria mais desenvolvida do ponto de vista teológico. Ele concluiu que a versão do Evangelho Secreto seria uma versão mais antiga, independente e confiável da tradição oral.
Helmut Koester concorda com Smith que ambas as histórias são muito similares:
| “ | Que são, de fato, a mesma história é evidente na ênfase sobre o amor entre Jesus e o jovem que ele ressuscitou, expressado duas vezes no trecho adicional do Evangelho Secreto. Ambas também ocorreram em Betânia | ” |
|   | — Helmut Koester, Ancient Christian Gospels. |   |

Além disso, Koester argumenta que a história da ressurreição no Evangelho Secreto parece ser independente da encontrada em João 11 e que o autor do Evangelho Secreto pode ter tomado contato com ela a partir de uma outra fonte, provavelmente alguma tradição que circulava livremente na época sobre Jesus:
| “ | É, contudo, impossível que o Evangelho Secreto seja dependente de João 11. Em sua versão da história, não há traços da longa redação encontrada em João (nomes próprios, o motivo da demora na viagem de Jesus, medidas de espaço e tempo, discursos sobre Jesus com seus discípulos, com Marta e com Maria). Com relação à forma, o Evangelho Secreto representa um estágio do desenvolvimento da história que corresponderia à fonte utilizada por João. O autor evidentemente ainda tinha acesso às tradições históricas sobre Jesus ou a alguma coleção escrita mais antiga de histórias milagrosas | ” |
|   | — Helmut Koester, Ancient Christian Gospels. |   |

Porém, outros acadêmicos concluíram que o Evangelho Secreto é dependente de João e não o inverso. Raymond E. Brown acredita que é provável que ele dependa de João pelo menos como uma lembrança. Skehan, num comentário sobre a obra de Brown, afirma que a dependência de João é "inequívoca".

## Interpretações do Evangelho Secreto

### Significado batismal
Até recentemente, as opiniões eram muito uniformes ao interpretar a  ressurreição do jovem retratada no Evangelho Secreto primordialmente como uma referência ao batismo, uma forma de "iniciação". Esta era a opinião que o próprio Smith propôs originalmente.
Mas, em anos recentes, um debate se iniciou sobre este assunto. Por exemplo, Scott G. Brown (que defende a autenticidade do Evangelho Secreto) discorda de Smith que a cena seja uma referência batismal. Assim, ele diz "Não há menção de água e nem o relato de um batismo" e acrescenta que "...o manto de linho do jovem tem conotações batismais, mas o texto desencoraja qualquer tentativa de retratar Jesus literalmente batizando-o". S. Carlson parece concordar com Brown. A ideia de que Jesus teria praticado o batismo não aparece nos evangelhos sinóticos, mas somente no Evangelho de João (João 3:22; João 4:1 - o versículo seguinte afirma que não era Jesus pessoalmente quem realizava os batismos).
De acordo com Brown, para Clemente, "o mistério do Reino de Deus" significava principalmente "instrução teológica avançada". Estes temas também são relevantes na discussão sobre a autenticidade do Evangelho Secreto, pois Brown claramente implica que Smith, pessoalmente, não compreendeu claramente a descoberta que fez.

### Outras interpretações
Em 2008, uma longa correspondência entre Smith e seu professor e amigo de longa data Gershom Scholem foi publicada, onde ele discute o manuscrito de Mar Saba ao longo de muitos anos. O editor do livro, Guy Stroumsa, argumenta que Smith não poderia ter forjado o manuscrito, pois, na correspondência, ele aparece "discutindo o material com Scholem ao longo do tempo de uma forma que claramente demonstra um processo de descoberta e reflexão". Estas cartas podem ser interpretadas de forma diferente, contudo. Smith escreveu em 1948 que estaria trabalhando nos Padres da Igreja, "especialmente Clemente de Alexandria" (p. 28). Em 1955, Smith escreveu que estaria trabalhando num capítulo "de um livro sobre Marcos" (p. 81). Posteriormente, no mesmo ano, Smith já escreve "meu livro sobre Marcos" (p. 85).
Morton Smith faleceu em 11 de julho de 1991.
A edição de novembro/dezembro de 2009 da Biblical Archaeology Review (BAR 35:06) traz uma seleção de artigos dedicados ao Evangelho Secreto de Marcos, incluindo artigos por Charles W. Hedrick, Hershel Shanks e Helmut Koester. De forma geral, eles apóiam a autenticidade do manuscrito de Mar Saba.

### Teorias de Smith sobre Jesus histórico
Em obra posterior, Morton Smith passou a defender cada vez mais uma representação de Jesus como praticante de alguma forma de rituais mágicos e do hipnotismo, o que, segundo ele, explicaria suas curas e exorcismos nos evangelhos. Ele parece ter desenvolvido esta visão peculiar de Jesus a partir de 1967, explorando de forma cuidadosa quaisquer traços de uma suposta "tradição libertina" no cristianismo primitivo e no Novo Testamento. Contudo, há pouco no manuscrito de Mar Saba que dê suporte a qualquer uma de suas teorias, o que é evidente pelo fato  de que apenas 12 linhas são dedicadas ao manuscrito em seu livro Jesus the Magician ("Jesus, o Mago"). Morton Smith faleceu em 11 de julho de 1991.